# Forūdgāh-e Ābdānān
Forūdgāh-e Ābdānān (persiska: فرودگاه آبدانان) är en flygplats i Iran.   Den ligger i provinsen Ilam, i den västra delen av landet, 500 km sydväst om huvudstaden Teheran. Forūdgāh-e Ābdānān ligger 782 meter över havet.
Terrängen runt Forūdgāh-e Ābdānān är varierad. Runt Forūdgāh-e Ābdānān är det ganska glesbefolkat, med 26 invånare per kvadratkilometer. Närmaste större samhälle är Ābdānān, 8,8 km nordväst om Forūdgāh-e Ābdānān. Omgivningarna runt Forūdgāh-e Ābdānān är i huvudsak ett öppet busklandskap.